# Michael Alan Singer
Michael Alan Singer   (6 de maig de 1947) és un autor americà, periodista, orador motivacional, i desenvolupador de programari. Dos dels seus llibres, L'ànima Deslligada (2007) i Experiment Rendició (2015), varen ser best sellers del New York Times. Singer es graduà de la Universitat de Florida l'any 1971 amb un grau en Economia, i mentre assistia a la universitat, Singer va tenir un despertar espiritual i va recloure's per tal d'enfocar tota la seva energia en la meditació i el ioga. Aquesta experiència va inspirar-lo per fundar el Temple de l'Univers el 1975, un centre de meditació obert a homes i dones de totes les creences i religions que busquen la pau interior. També va estar implicat en la indústria del

## Personalized Programming
La tardor de 1978, Singer descobrí un ordinador a una botiga Radio Shack i, fascinat, l'endemà retornà a la botiga per comprar-ne un, concretament, un TRS-80 model I. Mitjançant el manual d’instruccions de llenguatge de programació BASIC, aprengué a crear sistemes personalitzats i començà a tenir alguns clients.
L’any 1979, a mesura que augmentaven els clients, Singer va decidir convertir-se en distribuïdor de paquets comptables de software per l'empresa Systems Plus. També oferia hardware i assistència. Amb l’increment de vendes a tot l’Estat, Singer fou aconsellat registrar el seu servei i l’any 1980 es creà Personalized Programming, empresa que generava cent mil dòlars a l’any.
A principis de 1980, Singer va rebre dues trucades que demanaven un sistema de facturació mèdica. Així doncs, dos anys després i amb l’ajuda d’alguns programadors més, va tenir lloc la instal·lació del programa. Poc després, Singer escollí Systems Plus com a empresa distribuïdora del seu programa, The Medical Manager, que fou presentat a la fira informàtica COMDEX el novembre del mateix any.
El llançament del programa fou un èxit i, en poc temps, es demanaven adaptacions per cada especialitat mèdica així com programes de gestió de cites i prestacions específiques. També varen començar a donar seminaris, essent el primer en una petita habitació d’hotel a Gainesville a la primavera de 1983 i, a principis dels noranta, s’hagué de traslladar a Orlando per la necessitat d’un hotel major.
L’any 1985 Systems Plus havia establert acords comercials amb més de dues-centes distribuïdores i cent cinquanta instal·lacions cada mes. Amb l’arribada dels impresos electrònics, Larry Horwitz, un programador de l'empresa de Singer, ideà un programa de facturació electrònica que, l’any 1978, fou el primer sistema de gestió clínica dels Estats Units. El 2000, Medical Manager va ser reconegut per la Institució Smithsonian pels seus assoliments del camp de la tecnologia i la programació.
Entre 1986 i 1988, Systems Plus abandonà la resta de vendes per centrar-se exclusivament en The Medical Manager. D’aquesta manera, Personalized Programming passà de ser una empresa de dotze treballadors a una de 55 el 1994. El mateix any arribà Tim Staley i Singer decidí que presidís l’actualització de The Medical Manager, que s’anomenà Intergy.

## Medical Manager Corporation
L’any 1995, John Kang comprà Systems Plus i quatre distribuïdores més amb la idea de fusionar-les juntament amb Personalized Programming. Malgrat que a Singer li desagradava la idea, acabà acceptant i el 2 de setembre de 1997 els tràmits per la fusió d’empreses i l'OPV varen ser finalitzats. La gran empresa fou anomenada Medical Manager Corporation (MMGR). Singer era president a la instal·lació d'Alachua a més de conseller delegat i president del consell d’administració de la nova companyia. John Kang era president i Rick Karl advocat general.
A finals de 1998, l’arribada d'internet començà a allunyar clients i, l’any 1999, Kang organitzà una reunió amb el president de Syntetic, empresa creadora d’un portal mèdic en línia, per tal de negociar una possible fusió. Marty Wygod acceptà i passà a ser cap de Singer. Singer tenia el càrrec de copresident de la junta i tan ell com Kang eren codirectors executius. El 14 de febrer del 2000 també va fusionar-se amb Helatheon/WebMD, on va romandre la seva posició d'executiu VP, físic de software i programari, cap de recerca i desenvolupament i arquitecte cap de programari dels Serveis de Pràctica de WebMD. El 2005, Singer dimití de i s'enfocà en l'escriptura.

## Escàndol de frau de valors
El 3 de setembre de 2003 l’FBI va entrar a la instal·lació de l'empresa d’Alachua, on treballava Singer. Van prendre tot el complex i desconnectar les línies telefòniques i el sistema informàtic. Singer i alguns membres executius d'alt càrrec de WebMD, varen ser processats pel Departament de Justícia per frau de valors. Sis executius de Medical Manager varen ser declarats culpables pels seus rols al pla. Finalment, els càrrecs contra Singer van ser retirats. L'11 de gener de 2010, va signar un acord de processament diferit i va perdre 2.5$ milions en acords. Singer afirma que fou enredat per un altre executiu, que inventà la història del frau per "treballar un acord amb l'FBI" per reduir el seu propi càstig, malgrat que les afirmacions no estan verificades.

## Publicacions
Singer ha escrit diversos llibres, tots ells pertanyents al gènere d'espiritualitat, filosofia i la pràctica del ioga.

### La Cerca de la Veritat (1974)
La Cerca de la Veritat (1974) és el primer llibre de Singer, que va ser escrit i publicat temps abans que esdevingués famós com a escriptor. Segons el compte de Singer, aquest llibre va ser escrit com a petició del seu mentor de la universitat, que insistí en què entregués “alguna cosa per llegir” després que el jove Singer hagués rebutjat fer una tesi doctoral.

### Tres Assajos en Llei Universal (1975)
Tres Assajos en Llei Universal (1975) és el seu segon llibre. Aquest és una continuació del tema del seu llibre anterior.

### L'Ànima Deslligada (2007)
L'Ànima Deslligada (2007) fou el primer best seller del New York Times de Singer. És una col·lecció de conferències que cobreixen temes com el ioga, la filosofia, el concepte d'un mateix, el significat de la vida, i la teoria de la ment. El llibre va captar l'atenció de la celerbitat Oprah Winfrey, amb qui el cantant més tard realitzà la seva primera entrevista televisada.

### L'Experiment Rendició (2015)
L'Experiment Rendició (2015) és el seu segon bestseller. En l'autobiografia, Singer descriu el seu viatge de com va començar a interessar-se per la meditació, com va iniciar el projecte del Temple de l'Univers i Medical Manager Corporation, entre altres coses. Singer barreja la seva història amb els ensenyaments de caràcter filosòfic i espiritual que aprengué al llarg del temps. El tema central del llibre és l'intent de "rendir-se a la pròpia vida", i no deixar el propi ego intervenir amb el flux de vida. Identifica Els Tres Pilars del zen (1965) per Philip Kapleau i Autobiografia d'un Yogi (1946) per Paramahansa Yogananda com les seves influències, anomenant-los responsables pel seu començament amb l'exploració del zen i l'espiritualitat.